# Мрежа
Мрежа је форма представљена испресецаним линијама које су паралелне. Правоугаоне мреже служе као основа за цртање графика. Изометријска мрежа се користи за цртање тела у две димензије, где се дужине на цртежу поклапају са дужинама на телу.